# سیدینهو (بازیکن فوتبال)
السیدس دسوزا فاریا جونیور مشهور به سیدینهو (زاده ۲۸ ژانویه ۱۹۹۳ در ریو دو ژانیرو) فوتبالیست برزیلی است او که در پست هافبک بازی می‌کند.
او یکی از بازیکنان تیم ملی امید برزیل در بازی‌های پان امریکن ۲۰۱۱ بود. هوادارانش به او لقب «مورچه اتمی» را داده‌اند.